# Asklepios Nordseeklinik Westerland
Die Asklepios Nordseeklinik Westerland ist ein zu den Asklepios Kliniken gehörendes Akutkrankenhaus mit angeschlossener Rehabilitationsklinik in Westerland auf der Insel Sylt.

## Geschichte
Die Geschichte der Asklepios Nordseeklinik Westerland begann am 7. Juli 1937 mit der Unterzeichnung eines Vertrags zwischen dem Reichsfiskus und der Stadt Westerland. Ursprünglich war das Gelände als Areal für Sommerhäuser vorgesehen, doch die Stadt verkaufte das 43.000 Quadratmeter große Gebiet an das Reich zur Errichtung eines Kurlazaretts der Luftwaffe. Nach und nach entsteht auf dem weitläufigen Gelände nahe den Dünen eine Reihe von Massivbauten mit Rotstein-Mauerverblendung und Satteldächern, wobei die einzelnen Gebäude durch Kellergänge miteinander verbunden sind. Die Arbeiten wurden im Herbst 1939 abgeschlossen. Es entstand ein Lazarett mit 150 Betten, das nicht nur für stationierte Soldaten auf Sylt, sondern auch für Luftwaffenangehörige vom Festland genutzt wurde.
Nach Kriegsende 1945 übernahm das Landesversorgungsamt Schleswig-Holstein die Einrichtung, die fortan zur Kurbehandlung von Kriegsversehrten diente. Anfangs waren die räumlichen Bedingungen rudimentär, doch ab 1946 diente das Krankenhaus unter dem Namen „Nordsee-Sanatorium Westerland auf Sylt“ als Rehabilitationsstätte für Patienten aus dem gesamten Bundesgebiet.
In den 1950er-Jahren wurden hier unter anderem Patienten mit Knochentuberkulose stationär über Monate oder sogar Jahre behandelt. 1954 wurden 50 Betten für Patienten des Städtischen Krankenhauses Westerland integriert, wodurch die Akutversorgung wuchs. 1961 schloss das städtische Krankenhaus und die Nordseeklinik erweiterte die Kapazität auf 105 Betten. 1974 wurde die Nordseeklinik als Krankenhaus der Regelversorgung in den Krankenhausbedarfsplan Schleswig-Holsteins aufgenommen und die Akutbetten auf 120 erhöht.
1992 wurde die Klinik Teil der Asklepios GmbH und erhielt den Namen Asklepios Nordseeklinik Westerland/Sylt.

## Struktur der Klinik
Die Asklepios Nordseeklinik Westerland besteht heute aus zwei Hauptbereichen:
- Akutkrankenhaus mit spezialisierten medizinischen Fachabteilungen
- Rehabilitationsklinik, die verschiedene Therapieangebote umfasst

Beide Bereiche sind unter der Asklepios Nordseeklinik GmbH vereint. Zusätzlich befindet sich auf dem Gelände das Asklepios MVZ Sylt mit fünf ambulanten Praxen.
Die Nordseeklinik in Westerland mit 84 Betten ist ein Akutkrankenhaus für die ca. 18.000 Inselbewohner und die zahlreichen Touristen (Stand: 31. Dezember 2023). Mehr als 2.900 Patienten werden pro Jahr stationär und fast 14.000 ambulant von ca. 30 Ärzten und über 60 Pflegekräften behandelt (Stand: 14. November 2023).

## Abteilungen
Das Akutkrankenhaus umfasst die folgenden Abteilungen und medizinischen Zentren (Stand: Januar 2025).
- Ambulantes Operationszentrum
- Anästhesiologie, Intensiv-, Notfall- und Schmerzmedizin
- Chirurgie und Orthopädie
- Dermatologie und Allergologie
- Diagnostische und Interventionelle Radiologie
- Innere Medizin
- Kinder- und Jugendmedizin
- Onkologische Ambulanz
- Urologie (Belegabteilung)
- Stationäre Schmerzmedizin
- Zentrale Notaufnahme

Die Rehabilitationsklinik umfasst die folgenden Abteilungen:
- Dermatologische Rehabilitation
- Gynäkologische Rehabilitation
- Onkologische Rehabilitation
- Orthopädische Rehabilitation
- Pneumologische Rehabilitation

Das Medizinische Versorgungszentrum (Asklepios MVZ Sylt) umfasst die folgenden Praxen:
- Praxis für hausärztliche Innere Medizin
- Praxis für Kardiologie
- Praxis für Kinder- und Jugendmedizin
- Praxis für Neurologie
- Praxis für Radiologie